# Amphiprion rubrocinctus
El pez payaso australiano (Amphiprion rubrocinctus) es una especie de peces de la familia Pomacentridae, en el orden de los Perciformes.
Es endémico de Australia y pertenece a los denominados peces payaso, o peces anémona, y viven en una relación mutualista con anémonas Entacmaea quadricolor, usualmente, y también Stichodactyla gigantea.

## Morfología
El cuerpo es de color marrón oscuro a negruzco, y tiene una ancha franja blanca, vertical, sin bordes negros, como suele ser usual en otras especies del género, que discurre desde el nacimiento de la aleta dorsal, hasta la garganta. El hocico, garganta, vientre y las aletas son rojizos.
Cuenta con 10 espinas y 16-17 radios blandos dorsales; 2 espinas y 13-15 radios blandos anales.
Las hembras pueden llegar alcanzar los 12 cm de longitud total.

## Reproducción
Es  monógamo y hermafrodita secuencial protándrico, esto significa que todos los alevines son machos, y que tienen la facultad de convertirse en hembras, cuando la situación jerárquica en el grupo lo permite, siendo el ejemplar mayor del clan el que se convierte en la hembra dominante, ya que se organizan en matriarcados.
Su género es algo fácil de identificar, ya que la hembra, teóricamente es la más grande del clan. Cuando esta muere, el pequeño macho dominante se convierte en una hembra. 
Son desovadores bénticos. Los huevos son demersales, de forma elíptica, y adheridos al sustrato. La reproducción se produce en cuanto comienza a elevarse la temperatura del agua, aunque, como habitan en aguas tropicales, se pueden reproducir casi todo el año. El macho prepara el lugar de la puesta, en un sustrato duro en la base de una anémona, y, tras realizar las maniobras del cortejo, espera a que la hembra fije los huevos allí, y los fertiliza. Posteriormente, agita sus aletas periódicamente para oxigenar los embriones, y elimina los que están en mal estado. 
Tras un periodo de 6-7 días, cuando los alevines se liberan, no reciben atención alguna de sus padres. Deambulan en aguas superficiales en fase larval durante 8 a 12 días, posteriormente descienden al fondo en busca de una anémona, y mutan a su coloración juvenil.

## Alimentación
Se alimenta de pequeños invertebrados planctónicos y de algas bénticas.

## Hábitat y comportamiento
Es un pez de mar, de clima tropical, y asociado a los  arrecifes de coral. Frecuenta lagunas y arrecifes costeros.
Su rango de profundidad es entre 1-8 metros.  
Vive en simbiosis con las anémonas  Entacmaea quadricolor  (normalmente) y  Stichodactyla gigantea .

## Distribución geográfica
Especie endémica de Australia, se encuentra desde Ningaloo Reef, Australia Occidental, hasta Groote Eylandt en el Golfo de Carpentaria, Territorio del Norte.

## Observaciones
Puede ser criado en cautividad.